# نسخة القرد

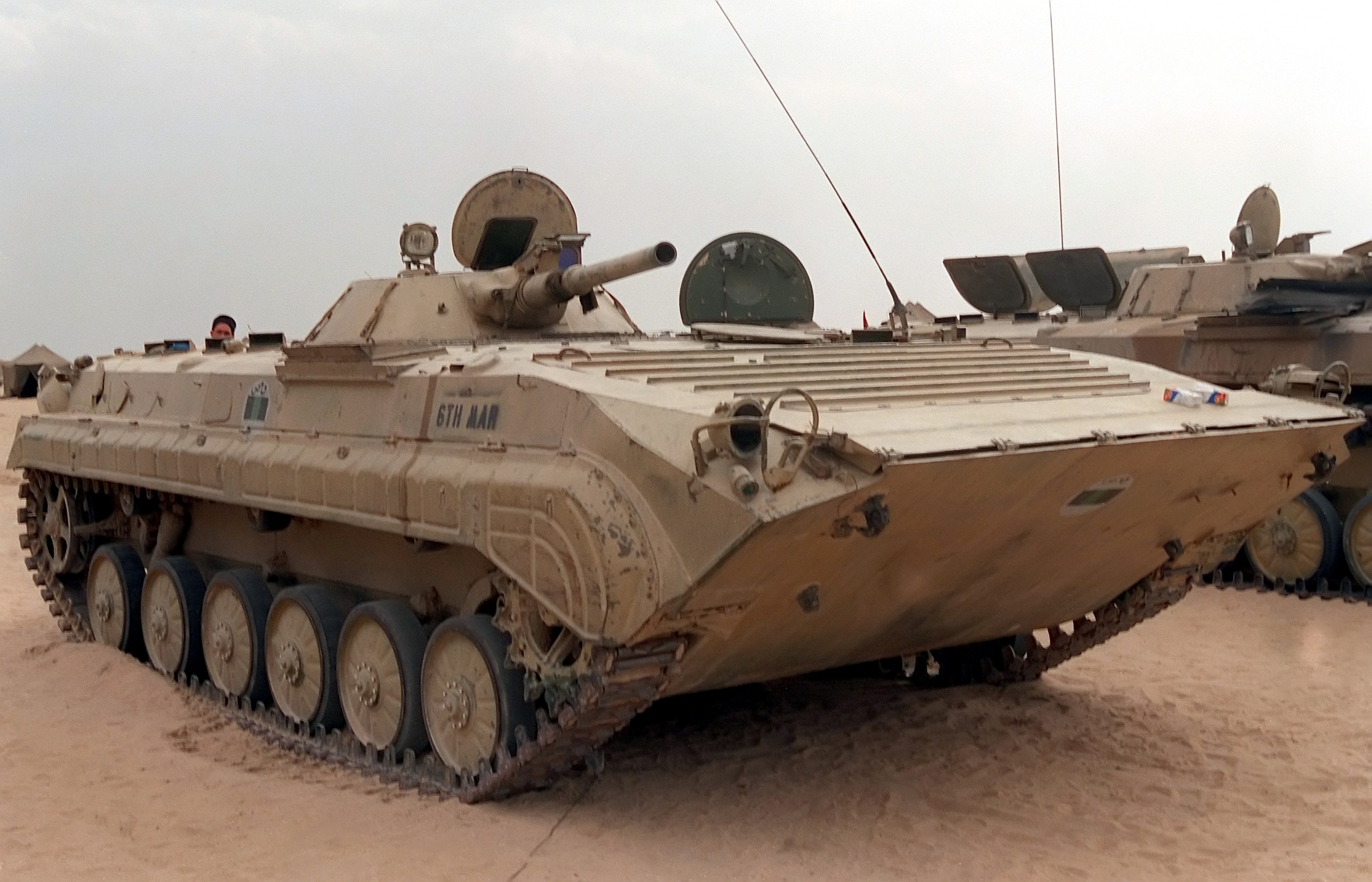
دبابة سوفيتية

نسخة القرد (بالإنجليزية: Monkey model)‏ الاسم غير الرسمي الذي أطلق على نسخ أسلحة سوفيتية مثل الدبابات والطائرات والصواريخ. تتميز هذه النسخ بقدرات ضعيفة مقارنة مع النسخ الأصلية لأنها معدة للتصدير للخارج فقط.

## نسخ القرد وفعالية الأسلحة السوفيتية
مثال جيد على نسخ القرد هو دبابات T 72 السوفيتية في حرب الخليج وفي احتلال العراق عام 2003. لم تستطع أي دبابة عراقية تحطيم أي دبابة أمريكية من نوع M1 أبرام. لكن الخبراء يعتقدون أن مدفع T-72 الأصلي يستطيع تحطيم أي دبابة حرب حديثة اليوم.